# ロバート・エジソン・フルトン・ジュニア
ロバート・エジソン・フルトン・ジュニア（Robert Edison Fulton Jr.、1909年4月15日 - 2004年5月7日）は、アメリカ合衆国の発明家、冒険家である。オートバイで世界中を旅したことで知られているほか、生涯で70件の特許を取得し、特にフルトン回収システムなどの航空関連の発明で知られている。また、プロの写真家でもあった。

## 生涯
フルトンは1909年4月15日にニューヨーク州マンハッタンで生まれた。父のロバート・フルトン・シニア(Robert Fulton Sr.)はマック・トラックスの社長だった。フルトンのミドルネームは祖父の友人のトーマス・エジソンに因むものである。蒸気船を実用化したロバート・フルトンの子孫とも言われているが、実際の所は不明であり、フルトン自身は系譜の調査はしなかった。母方の祖父のエズラ・ジョンソン・トラヴィス(Ezra Johnson Travis)は、南北戦争後から西部開拓時代にかけて駅馬車路線を運営していた。フルトンの叔父に当たるエルジン・トラヴィス(Elgin Travis)が父から路線を引き継いだが、後に駅馬車路線をバス路線に転換し、これがアメリカ最大のバス会社であるグレイハウンドの路線となった。
10代の頃、家族に連れられて1921年にフロリダ州マイアミからキューバのハバナまで民間航空機で旅をし、1923年にツタンカーメンの墓が発見された際にはエジプトまで行った。スイス・ローザンヌのル・ロージーの中学校に2年間通った後、フィリップス・エクセター・アカデミーとチョート・ローズマリー・ホールに通った。1931年にハーバード大学で建築学の学位を取得し、さらに1年間ウィーン大学で建築学を学んだ。23歳でウィーン大学での教育を終えた後、まっすぐに帰国せずに、オートバイでの世界一周旅行を行った。ダグラスの2気筒バイクで1年半かけてロンドンから東京まで、約4万キロメートル、22か国を旅し、世界各地の建築を学んだ。その間にフィルム4万フィート分の映像を撮影した。日本からサンフランシスコまで船で太平洋を渡り、バイクでアメリカ大陸を横断して、1933年12月にニューヨークに戻った。
1937年、旅行記"One Man Caravan"（1人キャラバン）を出版した。その中では、カイバル峠でパシュトゥーン人に撃たれたこと、イラクで盗賊から逃げたこと、トルコの牢屋で一夜を過ごしたこと、インドでラージャの客人になったことなど、冒険の詳細が語られていた。アメリカ各地で講演会を開き、旅の様子を語り、撮影した映像を上映した。1983年には、撮影した映像をまとめた90分の映画"The One Man Caravan of Robert E. Fulton Jr."（ロバート・E・フルトン・ジュニアの1人キャラバン）を製作、編集、公開した。後に再びオートバイの旅を行い、その様子をまとめた映画"Twice Upon A Caravan"を制作した。
その後、パンアメリカン航空に就職し、撮影技術を駆使して、第二次世界大戦直前にニューヨークから南米、太平洋を横断する飛行船、パンアメリカン・クリッパーの飛行ルートを撮影した。その後、航空機器の製造会社であるコンチネンタル社を設立した。
1935年にコネチカット州グリニッジのフローレンス・コバーン(Florence Coburn)と結婚した。フローレンスとの間には、ロバート・E・3世(Robert E., III)、トラヴィス(Travis)、ローン(Rawn)という3人の息子をもうけた。1982年に離婚し、後にフランス・ナントのアン・ボワロー・スミス(Anne Boireau Smith)と結婚した。2004年5月7日、コネチカット州ニュータウンの自宅で死去した。

## 発明
第二次世界大戦中、フルトンは初の地上式飛行訓練装置を発明した。しかし軍が興味を示さなかったため、それを改造して、「ガンエアストラクター」(gunairstructor)という初の固定式機上射手訓練装置を発明し、海軍と陸軍の航空隊に500台以上を納入した。
戦後、射手訓練装置をデモンストレーションする際に移動に時間がかかることから、「エアフィビアン」(Airphibian)という、自動車に転用可能な飛行機を設計・製作した。1946年に民間航空局（後の連邦航空局）の認定を受け、世界初の正式な認定を受けた空陸両用車となった。1950年にチャールズ・リンドバーグがこの飛行機を飛行させた。これは商業的には成功せず、耐空証明を取得するための財政的負担によりフルトンが会社を手放したため、それ以上開発されることはなかった。4機製造された内の1機が息子らの手によって修理され、2009年に国立航空宇宙博物館別館スティーブン・F・ウドヴァーヘイジー・センターに移された。
1950年代、イギリスの列車で線路脇の郵便物の袋を拾う方法をモデルにして、中央情報局(CIA)、アメリカ海軍、アメリカ空軍のためにフルトン回収システムを開発した。これは「スカイフック」とも呼ばれ、地上にいる人を航空機に回収するためのシステムである。1996年までアメリカ空軍で使用されていた。また、海軍のフロッグマン（潜水工作員）の回収のための同様の装置として「シースレッド」(Seasled)を開発した。